# Place Maurice-Audin (Alger)
Pour les articles homonymes, voir Place Maurice-Audin, Maurice Audin et Audin.
 (juillet 2017).
Si vous disposez d'ouvrages ou d'articles de référence ou si vous connaissez des sites web de qualité traitant du thème abordé ici, merci de compléter l'article en donnant les références utiles à sa vérifiabilité et en les liant à la section « Notes et références ».
La place Maurice-Audin est une place située près de la Faculté centrale et de son célèbre tunnel des Facultés, dans le centre d'Alger.

## Situation et accès
La place Maurice-Audin est desservie à proximité par la ligne 1 du métro d'Alger à la station Tafourah - Grande Poste, ainsi que par les lignes de bus ETUSA 67, 91.

## Origine du nom
La place honore le mathématicien Maurice Audin (1932-1957), membre du Parti communiste algérien et militant de l'indépendance algérienne.

## Historique
C'est dans le prolongement du tunnel des Facultés qu'a été créée la place en 1948 après la destruction d'un immeuble de cinq étages entre les rues Michelet et Saint-Saëns. Cette place, créée en 1948 était anciennement dénommée « place Maréchal Lyautey ». 
Le 5 juillet 1963, jour de la célébration de l'an I de l'indépendance de l'Algérie, afin de perpétuer le souvenir du mathématicien, mort pour l'Algérie, son pays, la république algérienne reconnaissante donna le nom de Maurice Audin à la place centrale d'Alger, en contrebas de l'Université d'Alger où il mena ses recherches.

## Bâtiments remarquables et lieux de mémoire
- N°1 : Immeuble d'Air Algérie ayant servi au tournage du film franco-algérien Z, réalisé par Costa-Gavras avec comme acteurs principaux Jean Louis Trintignant et Yves Montant, il a été tourné en 1968 et sorti dans les salles en 1969.